# Скворцов, Дмитрий Данилович
Дмитрий Данилович Скворцов (15 марта 1918, Раменье, Ярославская губерния — 19 мая 1973, Келермесская, Краснодарский край) — Герой Советского Союза. Командир роты 461-го стрелкового полка 142-й стрелковой дивизии, 23-я армия, Ленинградский фронт. Старший лейтенант.

## Биография
Дмитрий Данилович Скворцов родился 15 марта 1918 года в деревне Раменье (ныне — Борисоглебского района Ярославской области) в семье крестьянина. Русский. Член КПСС с 1944 года. Окончил 7 классов. Работал лаборантом на маслозаводе, нормировщиком на заводе в Ярославле.
В РККА с 1939 года. На фронте в Великую Отечественную войну с июля 1941 года. В феврале 1943 года окончил 6-месячные курсы в Подольском военном пехотном училище.

## Подвиг
Командир роты 461-го стрелкового полка 142-й стрелковой дивизии (23-я армия, Ленинградский фронт) старший лейтенант Д. Д. Скворцов в числе первых 9 июля 1944 года форсировал реку Вуокса на Карельском перешейке, личным примером увлёк за собой роту. Рота дала возможность другим подразделениям полка форсировать реку.
В наградном листе Скворцова на представление к званию Героя Советского Союза от 12 июля 1944 года записано:

3 июля 1944 года приняв стрелковую роту приступил к тщательной подготовке последней к выполнению серьёзной боевой задачи по предстоящему форсированию реки Вуокси.
В ночь с 8 на 9 июля 1944 года под сильным огнем белофиннов без потерь сосредоточил свою роту у самого берега реки. По поданному сигналу в 6 часов 15 минут в числе первых сел в лодку и под шквальным огнем увлек за собой всю роту. Его стрелковая рота первой ворвалась на вражеский берег и своими решительными действиями выбила противника из передовой траншеи и этим дала возможность другим подразделениям батальона развить успех в дальнейшем расширении плацдарма. В проведенных ожесточенных атаках на ожесточенно сопротивляющегося противника старший лейтенант Скворцов идя впереди роты …увлекал своих бойцов вперед…выбивая противника из одного дома за другим.
Своими отважными и мужественными действиями на поле боя, умелым управлением роты ошеломил противника и захватил плацдарм для развития дальнейшего успеха наступления, с честью выполнив боевой приказ
Звание Героя Советского Союза присвоено Указом Президиума Верховного Совета СССР от 24 марта 1945 года.
24 июня 1945 года Д. Д. Скворцов стал участником парада Победы на Красной Площади в Москве.

## После войны
Служил в Польше (Северная группа войск). Окончил курсы усовершенствования командного состава.
В марте 1948 года капитан Скворцов уволился по состоянию здоровья в запас. Работал горным мастером на прииске «Широкий» Магаданской области. В 1971 году с выходом на пенсию Д. Д. Скворцов переехал на постоянное местожительство в Адыгею и жил в станице Келермесская Гиагинского района.
Умер 19 мая 1973 года и похоронен в станице Келермесская Гиагинского района ныне Республики Адыгея.

## Награды
- Медаль «Золотая Звезда»[1];
- орден Ленина[1];
- орден Отечественной войны I степени[6];
- орден Отечественной войны II степени[7];
- медаль «За оборону Ленинграда»;
- медаль «В ознаменование 100-летия со дня рождения Владимира Ильича Ленина»;
- медаль «За победу над Германией в Великой Отечественной войне 1941—1945 гг.» (9 мая 1945[8]);
- юбилейная медаль «Двадцать лет Победы в Великой Отечественной войне 1941—1945 гг.» (7 мая 1965[9]).

## Память
- Имя Героя высечено золотыми буквами в зале Славы Центрального музея Великой Отечественной войны в Парке Победы города Москва.
- Мемориальная плита, посвященная Д. Д. Скворцову, установлена на памятнике в сквере посёлка Борисоглебский Ярославской области[10]
- Именем Героя названа улица в посёлке Широкий Магаданской области.